# Clasa FREMM
Clasa FREMM (în franceză: Frégate européenne multi-mission, sau italiană: Fregata europea multi-missione) este o clasă de fregate polivalente construită de DCNS pentru Franța și de Fincantieri pentru Italia.

## Nave similare
- Clasa Álvaro de Bazán  Spania
- Clasa Arleigh Burke  Statele Unite ale Americii
- Clasa Atago  Japonia
- Clasa Daring Type 45  Regatul Unit
- Clasa Horizon  Franța/ Italia
- Clasa Sejong the Great  Coreea de Sud